# أوتو نوغوباور
أوتو إدوارد نوغوباور (26 مايو 1899-19 فبراير 1990) عالم رياضيات نمساوي أمريكي ومؤرخ للعلوم اشتهر بأبحاثه حول تاريخ علم الفلك والعلوم الدقيقة الأخرى كما كانت تمارس في العصور القديمة والعصور الوسطى. من خلال دراسة الألواح الطينية، اكتشف أن البابليين القدماء يعرفون الكثير عن الرياضيات وعلم الفلك أكثر مما كان مدركًا في السابق. وصفت الأكاديمية الوطنية للعلوم نيوجباور بأنه «الباحث الأكثر إبداعًا وإنتاجًا في تاريخ العلوم الدقيقة، وربما تاريخ العلوم في عصرنا».

## مسار مهني
ولد نوغوباور في إنسبروك، النمسا. كان والده رودولف نيوجباور مهندس سكك حديدية وجامعًا وباحثًا للسجاد الشرقي. مات والداه عندما كان صغيرا جدا. أثناء الحرب العالمية الأولى، جُند نيوجباور في الجيش النمساوي وعمل كملازم مدفعي على الجبهة الإيطالية ثم في معسكر أسرى حرب إيطالي جنبًا إلى جنب مع مواطنه لودفيج فيتجنشتاين. في عام 1919، درس الهندسة الكهربائية والفيزياء بجامعة جراتس وفي عام 1921 انتقل إلى جامعة ميونيخ. ودرس الرياضيات في جامعة جوتنجن تحت إشراف ريتشارد كورانت وإدموند لانداو وإيمي نويثر من 1922 إلى 1924. خلال 1924-1925 عمل في جامعة كوبنهاغن، وتغيرت اهتماماته إلى تاريخ الرياضيات المصرية.
عاد إلى غوتنغن وبقي هناك إلى 1933. كانت أطروحته Die Grundlagen der ägyptischen Bruchrechnung («أساسيات الحساب المصري مع الكسور») (سبرينغر، 1926) وهي تحليل رياضي لجدول في بردية ريند الرياضية. تحصل سنة 1927 على شهادة التأهل للأستاذية في تاريخ الرياضيات وشغل منصب Privatdozent. في نفس العام نشرت له أول ورقة بحثية له عن الرياضيات البابلية وصفًا لأصل النظام الستيني.
أسس نوغوباور في عام 1929، Quellen und Studien zur Geschichte der Mathematik، Astronomie und Physik (QS)، وهي سلسلة شبرينغر مهتمة بتاريخ العلوم الرياضية، والتي نشر فيها أوراقًا موسعة حول التقنيات الحسابية المصرية في الحساب والهندسة، بما في ذلك بردية موسكو الرياضية، أهم نص للهندسة. حيث بدأ العمل على بردية موسكو في لينينغراد عام 1928.
أسس عام 1931 مجلة زنترالبلات الرياضية (Zbl) وهي أهم مساهماته في الرياضيات الحديثة.[بحاجة لمصدر] عندما أصبح أدولف هتلر مستشارًا في عام 1933، طُلب من نوغوباور التوقيع على قسم الولاء للحكومة الألمانية الجديدة، لكنه رفض وعُلق على الفور من العمل. التحق بجامعة كوبنهاغن في عام 1934 كأستاذ للرياضيات. نشر ورقة بحثية في 1936 عن طريقة تأريخ النصوص وتحليلها باستخدام معادلات ديوفنتية. خلال الفترة من 1935 إلى 1937، نشر مجموعة من النصوص باسم Mathematische Keilschrift-Texte (MKT). كانت هذه النصوص عملاً هائلاً من حيث الحجم والتفصيل والعمق، وأظهر فيهم أن الرياضيات البابلية تفوقت كثيرًا على أي شيء يمكن أن يتخيله المرء من معرفة الرياضيات المصرية واليونانية. كان متحدثًا مدعوًا المؤتمر الدولي لعلماء الرياضيات عام 1928 في بولونيا ومتحدث شرفي عام 1936 في أوسلو.
بعد أن استولى النازيون على زنترالبلات في 1939، انتقل إلى الولايات المتحدة، وانضم إلى قسم الرياضيات في جامعة براون، وأسس مجلة ماثماتيكل ريفيوز. أصبح مواطنًا أمريكيًا وبقي في جامعة براون معظم حياته المهنية، حيث أسس قسم تاريخ الرياضيات هناك عام 1947 وأصبح أستاذًا جامعيًا. بالاشتراك مع عالم الآشوريات الأمريكي أبراهام زاكس، نشر نصوصًا مسمارية رياضية في عام 1945، والذي ظل عملًا قياسيًا باللغة الإنجليزية في الرياضيات البابلية. في عام 1967، حصل على جائزة هنري نوريس راسل للمحاضرة من قبل الجمعية الفلكية الأمريكية. انتخب في عام 1977 في لأكاديمية الوطنية للعلوم، وفي عام 1979 حصل على جائزة الخدمة المتميزة للرياضيات من الجمعية الرياضية الأمريكية. انتقل سنة 1984 إلى معهد الدراسات المتقدمة في برينستون، حيث كان عضوًا منذ عام 1950.
كان نوغوباور مهتمًا أيضًا علم التسلسل الزمني. استطاع إعادة بناء التقويم المسيحي السكندري وأصله من التقويم اليهودي السكندري اعتبارًا من القرن الرابع تقريبًا، قبل 200 عام على الأقل من أي مصدر آخر لأي تقويم. وهكذا، اشتق التقويم اليهودي من خلال الجمع بين دورة 19 عامًا باستخدام العام السكندري مع الأسبوع المكون من سبعة أيام، ثم عدل بشكل طفيف من قبل المسيحيين لمنع تزامن عيد القيامة مع عيد الفصح اليهودي. تبين أن التقويم الكنسي، الذي اعتبره مؤرخو الكنيسة علميًا للغاية ومعقدًا للغاية، بسيطاً للغاية.
في 1988 أثناء دراسة قصاصة من ورق البردي اليوناني، اكتشف نوغوباور أهم دليل منفرد حتى الآن للانتقال الواسع لعلم الفلك البابلي إلى الإغريق واستمرار استخدام الأساليب البابلية لمدة 400 عام حتى بعد أن كتب بطليموس كتاب المجسطي. وصفت ورقة بحثه الأخيرة «من علم الآشوريات إلى فن عصر النهضة» التي نُشرت في عام 1989 تاريخ متوسط طول الدور المداري، من الألواح المسمارية، إلى قصاصة البردي المذكورة، إلى التقويم اليهودي، إلى الأجبية أوائل القرن الخامس عشر.
حصل نوغوباور في 1986 على جائزة بلزان «لأبحاثه الأساسية في العلوم الدقيقة في العالم القديم، ولا سيما في علم الفلك اليوناني القديم وبلاد ما بين النهرين والمصري، والذي وضع فهمنا للعلم القديم على أساس جديد وألقى الضوء على الانتقال إلى عوالم العصور الوسطى والكلاسيكية. لنجاحه المتميز في تعزيز الاهتمام وإجراء مزيد من البحث في تاريخ العلوم»(تحفيز لجنة جائزة بلزان). تبرع نوغوباور بأموال الجائزة قدرها 250.000 فرنك سويسري لمعهد الدراسات المتقدمة.
بدأ نوغوباور حياته المهنية كعالم رياضيات، ثم تحول إلى الرياضيات المصرية والبابلية، ثم تناول تاريخ علم الفلك الرياضي. في حياته المهنية التي امتدت لخمسة وستين عامًا، ابتكر إلى حد كبير فهمًا حديثًا لعلم الفلك البابلي والمصري، والعصور اليونانية الرومانية القديمة، إلى الهند والعالم الإسلامي وأوروبا في العصور الوسطى وعصر النهضة.
ابنه هو عالم الفيزياء والفلك الشهير جيري نوغوباور في معهد كاليفورنيا للتكنولوجيا.

## الجوائز والتكريمات
- جائزة جون إف لويس (الجمعية الفلسفية الأمريكية، 1952)
- جائزة هاينمان للعلوم الدقيقة 1953
- جائزة المجلس الأمريكي للمجتمعات المتعلمة (1961)
- محاضرة هنري نوريس راسل (1967)
- الديكور النمساوي للعلوم والفنون (1973)
- جائزة فايزر (1975 و 1985 ؛ تاريخ مجتمع العلوم)
- جائزة الخدمة المتميزة، الجمعية الرياضية الأمريكية (1979)
- جائزة بلزان (1986) لدراسات رائدة في مجال العلوم الدقيقة في العصور القديمة، وخاصة علم الفلك بلاد ما بين النهرين والمصري واليوناني.
- وسام فرانكلين (الجمعية الفلسفية الأمريكية، 1987)
- وسام سوزان كولفر روزنبرغر الفخري (جامعة براون، 1987)
- دكتوراه فخرية من جامعة سانت أندروز (1938)، وجامعة برينستون (1957) وجامعة براون (1971)
- عضو في العديد من الأكاديميات العلمية في فيينا وباريس وكوبنهاغن وبروكسل والأكاديمية البريطانية والأكاديمية الأيرلندية والأكاديمية الوطنية للعلوم والجمعية الفلسفية الأمريكية

## بعض منشوراته

### مقالات
- «التسلسل الزمني لعصر حمورابي»، في مجلة الجمعية الشرقية الأمريكية ، المجلد. lxi (نيو هافن: مطبعة جامعة ييل، 1941).
- «تاريخ مشاكل علم الفلك القديم وطرقه». مجلة دراسات الشرق الأدنى 4 (1945): 1–38.
- «دراسات في علم الفلك القديم. ثامنا. الساعة المائية في علم الفلك البابلي». إيزيس، المجلد. 37، رقم 1/2، ص. 37-43. (مايو 1947). رابط JSTOR. أعيد طبعه في Neugebauer (1983)، ص. 239 - 245 (*).
- «التاريخ المبكر للإسطرلاب». إيزيس 40 (1949): 240-56.
- «دراسة الموضوعات البائسة». إيزيس 42 (1951): 111.
- «على» فرس النهر «من Eudoxus.» Scripta Mathematica 19 (1953): 225–29.
- «نظرية الكواكب أبولونيوس.» الاتصالات في الرياضيات البحتة والتطبيقية 8 (1955): 641-48.
- «معادلة الحركة اللامركزية والحركة الحلقية حسب أبولونيوس.» Scripta Mathematica 24 (1959): 5-21.
- «ثابت بن قرة في السنة الشمسية وفي حركة الكرة الثامنة». وقائع الجمعية الفلسفية الأمريكية 106 (1962): 264-98.
- (مع ريتشارد باركر) «النصوص الفلكية المصرية: III. العشريات والكواكب والأبراج والأبراج». (مطبعة جامعة براون، 1969)
- «حول نظرية مركزية كوكب الزهرة المزعومة بواسطة هيراكليدس بونتيكوس.» المجلة الأمريكية للفلسفة 93 (1973): 600-601.
- «ملاحظات على Autolycus.» القنطور 18 (1973): 66-69.

### كتب
- (مع أبراهام ساكس، محرران.). نصوص مسمارية رياضية . السلسلة الشرقية الأمريكية، المجلد. 29. نيو هافن: الجمعية الشرقية الأمريكية، 1945.
- العلوم الدقيقة في العصور القديمة . برينستون: مطبعة جامعة برينستون، 1952 ؛ الطبعة الثانية، مطبعة جامعة براون، 1957 ؛ طبع، نيويورك: منشورات دوفر، 1969.(ردمك 978-0-486-22332-2)
- النصوص المسمارية الفلكية . 3 مجلدات. لندن: 1956 ؛ الطبعة الثانية، نيويورك: سبرينغر، 1983. (يتم اختصارها بشكل شائع باسم ACT)
- الجداول الفلكية للخوارزمي . Historiskfilosofiske Skrifter undgivet af Det Kongelige Danske Videnskabernes Selskab، Bind 4، nr. 2. كوبنهاغن: إجنار مونكسجارد، 1962.
- علم الفلك الإثيوبي و Computus . فيينا: Verlag der Österreichischen Akademie der Wissenschaften ، 1979.
- تاريخ علم الفلك الرياضي القديم ، 3 مجلدات. برلين: سبرينغر، 1975. (يشار إليها عادة باسم HAMA .)
- علم الفلك والتاريخ: مقالات مختارة . نيويورك: سبرينغر، 1983.
- (مع نويل سويردلو) علم الفلك الرياضي في كتاب De Revolutionibus لكوبرنيكوس . نيويورك: سبرينغر، 1984.(ردمك 978-1-4613-8262-1)رقم ISBN 978-1-4613-8262-1

## روابط خارجية
- Otto E. Neugebauer at the Database of Classical Scholars
- Swerdlow، N. M. (1998)، Otto E. Neugebauer 1899–1990 (PDF)، الأكاديمية الوطنية للعلوم، مؤرشف من الأصل (PDF) في 2012-10-21
- Otto E. Neugebauer — Biographical Memoirs of the National Academy of Sciences
- Masters of Math, From Old Babylon (November 26, 2010 New York Times article on exhibition honoring Neugebauer)
- Otto Neugebauer – Institute for Advanced Study
- Before Pythagoras: The Culture of Old Babylonian Mathematics – Institute for the Study of the Ancient World, New York University
- Otto E. Neugebauer at the Mathematics Genealogy Project